# 教育改革市民フォーラム
教育改革市民フォーラム（きょういくかいかくしみんフォーラム）は、「教育基本法改正」問題について提言を行ってきた教育と文化を世界に開く会を前身とし、2006年12月に行われた同法の改正と共に、充分な審議も経ずに成立した「教育三法」案により日本の教育および学校がさらに歪んだ変質を遂げるのではないかとの危惧から、教育再生の道について、市民レベルでの教育改革論議を促進するために形成された組織である。

## メンバー（2008年2月20日現在）
藤田英典、尾木直樹、喜多明人、佐藤学、中川明、西原博史、坪井節子、奥地圭子、善元幸夫、荒牧重人

## 出版物
- 『誰のための「教育再生」か』 岩波出版 2007年